# Custom House (DLR)
Custom House, ou Custom House for ExCeL (en anglais : Custom House for ExCeL DLR station), est une station de la ligne de métro léger automatique Docklands Light Railway (DLR), en zone 3 Travelcard. Elle  est située sur la Victoria Dock Road, à Custom House (Canning Town) dans le borough londonien de Newham sur le territoire du Grand Londres.
Elle est directement connectée à l'ExCeL London, centre de congrès, d'exposition et complexe sportif.

## Situation sur le réseau

Plan de la ligne du métro léger DLR.

Située en surface, Custom House est une station, de la branche est Canning Town - Beckton, de la ligne de métro léger Docklands Light Railway, elle est établie entre les stations : Prince Regent, en direction de Beckton, et Royal Victoria, en direction de Canning Town,. Elle est en zone 3 Travelcard.
Station de passage, elle dispose des deux voies, numérotées 1 et 2, encadrant un quai central.

## Histoire
Une première gare est ouverte en 1855 par la Great Eastern Railway sur la North Woolwich branch.
Elle est remplacée par la station de passage Custom House, mise en service le 28 mars 1994, lors de l'ouverture de la prolongation de Poplar à Beckton, dite branche est Canning Town - Beckton du Docklands Light Railway (DLR).
En 2016, la fréquentation de la station est de 3,383 millions d'utilisateurs.

## Services aux voyageurs

### Accès et accueil
L'entrée de la station est accessible par la Victoria Dock Road et également par l'ExCeL London. Elle est accessible aux personnes à la mobilité réduite.

### Desserte
La station Custom House DLR est desservie par les rames des relations : Stratford International - Beckton et Tower Gateway - Beckton,.

Installations et desserte
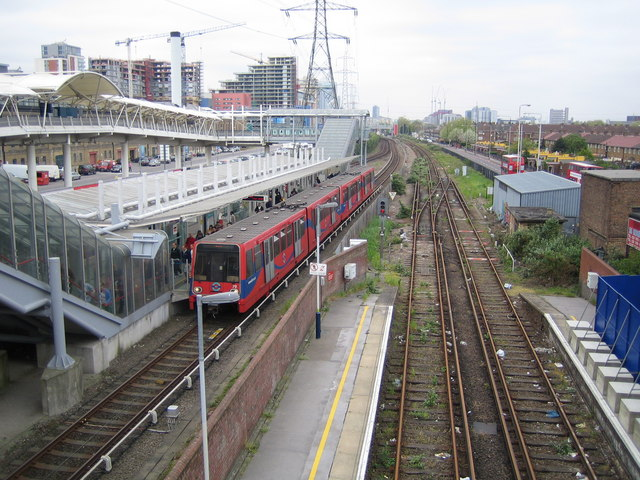
2007.
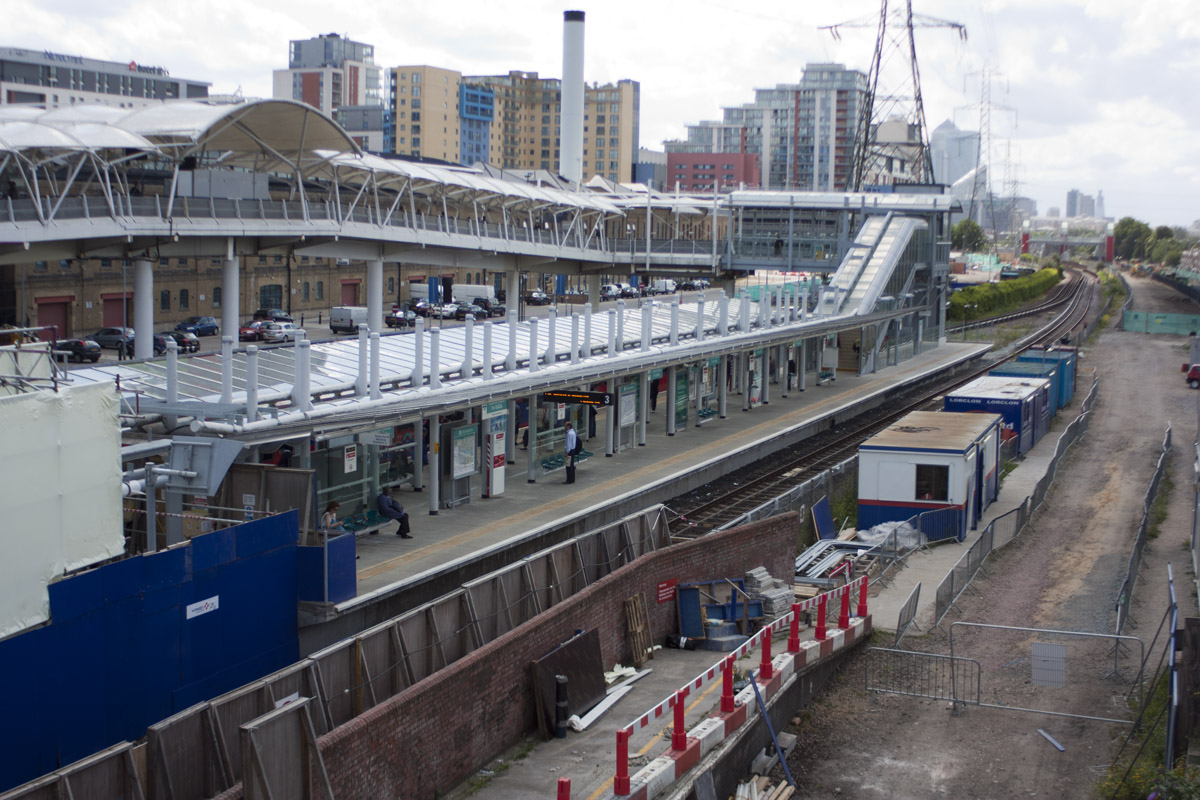
2011
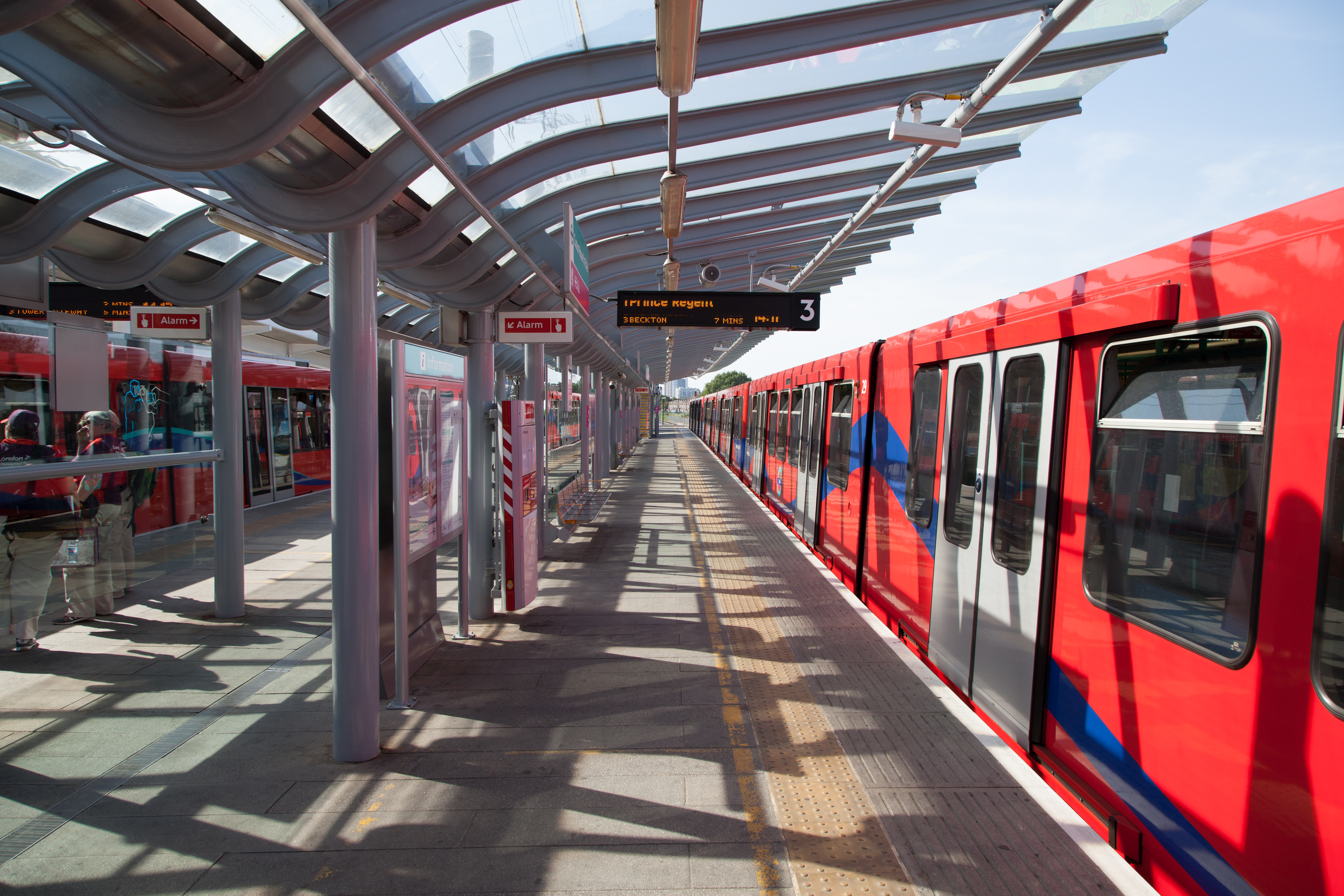
2012.

### Intermodalité
À proximité, des arrêts de bus sont desservis par les lignes : 147, 325, 678 et N551.

## À proximité
- Custom House
- Canning Town
- ExCeL London
- Royal Victoria Dock Bridge